# Raumentwicklungsministerkonferenz
Die Raumentwicklungsministerkonferenz (RMK, ehemals Ministerkonferenz für Raumordnung, MKRO) ist ein Gremium, in dem die deutschen Bundesländer und der Bund in den Bereichen Raumordnung und Landesplanung zusammenarbeiten. Seit der 46. Ministerkonferenz für Raumordnung am 31. Mai 2022 in Potsdam heißt die 1967 eingerichtete MKRO jetzt Raumentwicklungsministerkonferenz (RMK).
Die RMK setzt sich zusammen aus den für die Landesplanung zuständigen Ministerien und Senatoren der Länder und dem für Raumordnung zuständigen Bundesministerium (seit 2021 das Bundesministerium für Wohnen, Stadtentwicklung und Bauwesen). Aufgabe der RMK ist die gegenseitige Unterrichtung und Abstimmung über grundsätzliche Fragen und Positionen der Raumordnung und Raumentwicklung (vgl. § 24 Abs. 4 ROG). Hierzu gehören insbesondere:
- Leitbilder der räumlichen Entwicklung
- Fragen einer Raumordnung in der Europäischen Gemeinschaft und im größeren europäischen Raum
- Grundsatzfragen der grenzüberschreitenden Zusammenarbeit in der Raumordnung
- Zweifelsfragen der Abstimmung der raumbedeutsamen Planungen und Maßnahmen
- Zweifelsfragen über die Folgen der Verwirklichung von Erfordernissen der Raumordnung in benachbarten Ländern und im Bundesgebiet in seiner Gemeinsamkeit

Die RMK formuliert zu grundsätzlichen raumordnerischen Fragen politische Positionen und verfasst zu wichtigen Themen und Zweifelsfragen Beschlüsse und Empfehlungen. Hinweise und Beschlüsse der Konferenz besitzen keine Rechtswirkung, sind jedoch Empfehlungen mit politischer Bindungskraft.
Die Raumentwicklungsministerkonferenz tagt jährlich. Sie ist eine ständige Einrichtung mit zweijährlich wechselndem Vorsitz. In den Jahren 2025 und 2026 hat Özlem Ünsal, Senatorin für Bau, Mobilität und Stadtentwicklung der Freien Hansestadt Bremen, den Vorsitz inne.